# أساحبي
اساحبي شخصية مصورة كوميدية خيالية ساخرة وميم صُنعت على الإنترنت لاستخدامها في الرسوم الساخرة (بالإنجليزية: Rage Comics)‏، ظهرت الشخصية لأول مرة في أبريل عام 2012 كشخصية مصرية مماثلة للشخصيات الأجنبية، ظهرت الشخصية تحت اسم عاطف اساحبي بجوار شخصية الفتاة «أدارة»، وقد حققت هذه الشخصية شهرة واسعة عن طريق المواقع الاجتماعية مثل فيسبوك وتويتر ويوتيوب بالإضافة إلى الإعلانات التلفزيونية والقنوات والصحف.

## أصل التسمية
تعتبر هذه الكلمة هي المرادف لكلمة (صاحبي) بالطريقة العجيبة التي ينطقها بعض الأشخاص في المناطق الشعبية في مصر، والتي يتم إضافة حرف الألف قبل الكلمة.

## تاريخها
يرجع تصميم شكل اساحبي الي مجموعة الوجوة المصطنعة (بالإنجليزية: Rage Comics)‏ والتي بدأت مع الموقع الصيني 4شان الذي أطلق عام 2003. وفي عام 2011 ومع انتشار فكرة الكومكس الساخر من خلال هذه الوجوة ولعل أشهرها (ياو مينغ) وغيرها وذلك عبر صفحات التواصل الاجتماعي، وبدأت هذه الفكرة في الصفحات الأجنبية ثم انتقلت الفكرة في الصفحات العربية وكان من أوائل هذه الصفحات مجتمع مصر الساخر (Egypt Sarcasm Society) تحت اسم (عاتشف)، ومن خلال هذه الكومكس أستلهم شكل الشخصية - وفقا لبعض المصادر- الشابين المصريين محمد عبد المنعم وحسام حامد وقاموا بابتكار الشخصية والذان أطلقا صفحة مخصصة لها (اساحبي Asa7be) في 7 أبريل عام 2012 بحيث تكون شخصية مصرية كركاتورية ساخرة تعبر عن الشباب المصري، وقال حسام حامد ان من شجعه على إطلاق هذه الصفحة هو أحد السائقين في القاهرة واسلوبة الغريب في تناوله للأحداث السياسية.
على جانب آخر وفي خلال هذه الفترة استلهم الفكرة أيضاً مجموعة من الشباب المصري منهم أحمد عبد العزيز وشادي صدقي وقاموا بإنشاء صفحة (مجتمع اساحبي الساخر Asa7be Sarcasm Society)، ولم يقتصر الأمر على ذلك بل وأنطلقت أيضا صفحات أخرى حملت نفس اسم الشخصية. حدث بعد ذلك خلاف بين عدة أطراف حول ملكية هذه الشخصية حيث ادعي كل طرف انه مؤلف هذه الشخصية الحقيقي، بعد مرور عام استطاع شادي صدقي من إثبات أنه المالك الاصلي للشخصية من خلال أوراق رسمية والتي قام مسبقا بتسجيل الحقوق وتسجيل الشخصية كعلامة تجارية له أيضاً، وفقا لذلك أستطاعت صفحة مجتمع اساحبي الساخر من خلال الإجراءات الرسمية في الفيس بوك من دمج جميع الصفحات الأخرى التي تحمل هذه الشخصية، وأصبح مجتمع اساحبي هو المالك الرسمي الوحيد لهذه الشخصية.

## شخصيات مشابهة
انتشرت أيضا شخصيات مشابهة مثل شخصية بوزبال في المغرب والتي أنطلقت كمسلسل كارتوني في عام 2011، استلهم الشكل أيضا من خلال مجموعة هذه الوجوة التي انتشرت على الأنترنت من قبل، وفي يونيو 2012 أنطلقت صفحة لهذا الشخصية على الفيس بوك لتصبح واحد من أشهر صفحات الفيس بوك في المغرب.

## إدعاءات إسرائيلية
في أغسطس 2013 نشرت إحدى المواقع الإسرائيلية الإخبارية مقال بعنوان «أساحبي النكتة الإسرائيلية الكبيرة» وكشف المقال إن شخصية أساحبي المنتشرة على موقع التواصل الاجتماعي فيس بوك بين أوساط الشباب العربي وخاصة المصري هي شخصية إسرائيلية صهيونية تسمي «داوود كونت» ومصممها يدعى جاكوب داكرتش وهو يهودي إسرائيلي الجنسية، وفي مقابلة مع «جاكوب داكرتش» على نفس الموقع الإسرائيلي أكد إن هدفه الرئيسي في تصميمه هذه الشخصية إقناع العديد من المصممين المصريين بنشرها دون وعي منهم هو بهدف التأثير على المصريين وإلهائهم عن ثوراتهم بالإضافة إلى نسيان مجازر فلسطين والقضية الفلسطينية على حد تعبيره، إلا أن مؤسس صفحة اساحبي استنكر تماما هذا الإدعاء في وسائل الإعلام.
و نفت بعد ذلك مصادر إسرائيلية ما تداولته العديد من المواقع العربية أن تكون شخصية" أساحبي" الكوميدية المنتشرة هي شخصية إسرائيلية صهيونية، حيث نفت الكاتبة الإسرائيلية "أوفيرا جمائيل" - محاضرة في الجامعة العبرية بالقدس- علاقة هذه الشخصية بإسرائيل، قائلة هذه هي المرة الأولى التي أرى فيها هذه الشخصية، بالطبع هذا مفبرك والغرض منه تشويه صورة إسرائيل وأنها دائما تحرض على الفساد ونشر الفتن وتضليل الرأي العام وهذا غير حقيقي".
نشرت أيضا بعض المواقع أن أدمن صفحة «أساحبى» وهو حسام حامد قد كتب مازحا على صفحته الرسمية أنه عميل صهيوني ويتلقى أموالا من الخارج، داعيا زملاءه للإبلاغ عنه فورا، ومن ثم تم ترجمتها على أن الشخصية المصرية تزعم علاقتها بإسرائيل.

## في وسائل الإعلام
استخدمت الشخصية في بعض الإعلانات التلفزيونية ومنها فودافون عام 2013 ، كما ظهرت الشخصية في العديد من اللقاءات التلفزيونية والصحفية.
في مارس 2013 قام الفنان الشاب حسن عصام من طرح برنامج تلفزيوني «أساحبي» مستخدما نفس الشخصية  ، ولكن توقف عرض البرنامج نتيجة مشاكل تتعلق بالحقوق الملكية الفكرية وتم حذف القناة الخاصة به من على يوتيوب.

## وصلات خارجية
- أول ظهور إعلامي لأساحبي - على قناة MBC مصر